# 4-Chlorbenzylchlorid
4-Chlorbenzylchlorid ist eine chemische Verbindung und ein Derivat von Benzylchlorid.

## Darstellung
4-Chlorbenzylchlorid kann durch Licht-aktivierte radikalische Substitution von 4-Chlortoluol erhalten werden, was allerdings die Gefahr eines Chlorfeuers birgt.
Eine besser kontrollierbare Laborsynthese verläuft daher unter Benutzung von Sulfurylchlorid als Chlorierungsmittel und AIBN als Radikalstarter mit dem gleichen Edukt.
Eine weitere Möglichkeit besteht aus der Nutzung von p-Chlorbenzaldehyd als Edukt. Hierbei wird das Edukt mit Dichlormethylsilan als Chlorierungsmittel und Eisentrichlorid als Katalysator in Glyme umgesetzt.

## Verwendung
4-Chlorbenzylchlorid wird zur Synthese von Pflanzenschutzmitteln wie Chlorbensid benötigt. Es ist außerdem ein Präkursor für Pyrimethamin.